# The Spirit Indestructible Tour
The Spirit Indestructible Tour es la quinta gira musical de la artista luso-canadiense Nelly Furtado, para promover su quinto álbum de estudio The Spirit Indestructible.

## Antecedentes
La gira fue anunciada el 13 de noviembre de 2012 a través la web oficial de Furtado. La gira sufrió bajas ventas y varios espectáculos fueron cancelados (shows en Hamilton, Winnipeg y Ottawa fueron cancelados poco después de ser anunciados) y varios shows tuvieron que ser trasladados a lugares más pequeños (el show en Vancouver fue trasladado desde el Teatro Orpheum al Commodore Ballroom). El acto de apertura es a cargo de Dylan Murray, un artista de que firmó con Nelstar Records, sello discográfico de Nelly. Murray también hace un dueto con Furtado en la canción "Be OK".

## Lista de canciones
1. Spirit Indestructible
2. Waiting for the Night
3. Say It Right
4. Do It
5. Powerless (Say What You Want)
6. Be OK (featuring Dylan Murray)
7. Quando, Quando, Quando
8. Get Ur Freak On
9. Turn Off The Light
10. I'm Like a Bird
11. Fly Like an Eagle
12. Força
13. Try
14. All Good Things (Come to an End)
15. Bucket List
16. Big Hoops (Bigger the Better)
17. High Life
18. Give it to Me
19. Promiscuous
20. Parking Lot

Encore:
1. Miracles
2. Like a Prayer
3. Maneater

## Fechasde la gira
| Norteamérica        |               |           |                                     |
| 8 de enero de 2013  | Victoria      | Canadá    | Save-On-Foods Memorial Centre       |
| 9 de enero de 2013  | Vancouver     | Canadá    | Commodore Ballroom                  |
| 11 de enero de 2013 | Kamloops      | Canadá    | Interior Savings Centre             |
| 12 de enero de 2013 | Calgary       | Canadá    | Southern Alberta Jubilee Auditorium |
| 14 de enero de 2013 | Medicine Hat  | Canadá    | Esplanade Arts & Heritage Centre    |
| 15 de enero de 2013 | Edmonton      | Canadá    | Northern Alberta Jubilee Auditorium |
| 17 de enero de 2013 | Saskatoon     | Canadá    | Odeon Events Centre                 |
| 19 de enero de 2013 | Thunder Bay   | Canadá    | Thunder Bay Community Auditorium    |
| 21 de enero de 2013 | Belleville    | Canadá    | The Empire Theatre                  |
| 24 de enero de 2013 | Toronto       | Canadá    | Sony Centre for the Performing Arts |
| 26 de enero de 2013 | Windsor       | Canadá    | Caesars Windsor                     |
| 28 de enero de 2013 | Burlington    | Canadá    | Burlington Performing Arts Centre   |
| 29 de enero de 2013 | Kitchener     | Canadá    | Centre In The Square                |
| 30 de enero de 2013 | Montreal      | Canadá    | Théâtre Saint-Denis                 |
| Europa              |               |           |                                     |
| 3 de marzo de 2013  | Berlín        | Alemania  | Huxleys Neue Welt                   |
| 5 de marzo de 2013  | Colonia       | Alemania  | Theater am Tanzbrunnen              |
| 6 de marzo de 2013  | Hamburgo      | Alemania  | Große Freiheit                      |
| 7 de marzo de 2013  | Múnich        | Alemania  | Kesselhaus                          |
| 8 de marzo de 2013  | Viena         | Austria   | Gasometer                           |
| 10 de marzo de 2013 | Zúrich        | Suiza     | Volkshaus                           |
| 11 de marzo de 2013 | Neu-Isenburg  | Alemania  | Hugenottenhalle                     |
| 13 de marzo de 2013 | Milán         | Italia    | Alcatraz                            |
| 14 de marzo de 2013 | Liubliana     | Eslovenia | Hala Tivoli                         |
| 15 de marzo de 2013 | Crans-Montana | Suiza     | Caprices Festival                   |